# Pseudosieversia shikokensis
Pseudosieversia shikokensis là một loài bọ cánh cứng trong họ Cerambycidae.